# Írafellsbunga
Írafellsbunga är ett berg i republiken Island. Det ligger i regionen Norðurland vestra, 180 km nordost om huvudstaden Reykjavík. Toppen på Írafellsbunga är 654 meter över havet.
Trakten runt Írafellsbunga är nära nog obefolkad, med mindre än två invånare per kvadratkilometer. Det finns inga samhällen i närheten. Trakten runt Írafellsbunga består i huvudsak av gräsmarker.